# AI最適化
AI最適化（エーアイさいてきか、AI Optimization、AIO、AI検索最適化）は、株式会社ディライトが提唱を始めた生成型AI（Generative AI）や対話型AIアシスタントなど、人工知能技術を用いた検索・情報提供環境において、コンテンツやウェブサイトを最適化する手法を指す。

## 概要
従来の検索エンジン最適化（SEO）がテキストベースの検索アルゴリズムを対象としていたのに対し、AIOはAIがテキスト、画像、コンテキストを含む多面的な情報を総合的に理解し、ユーザーの意図に応じた回答を返す時代を前提とする。AIOの目的は、AIにより優先的・的確に取り上げられるコンテンツを提供し、ユーザーにより適切な情報アクセスを可能にすることである。

## 背景
従来、インターネット上の情報探索は Google や Bing などの検索エンジンを介して行われ、利用者は検索結果ページに表示された無数のリンクの中から必要な情報を自ら探すのが一般的であった。この場合、検索エンジン最適化（SEO）がウェブサイトの情報発見性を高める代表的な手段であり、キーワード選定やリンク構築などのテクニックによって検索結果での順位を上げることが重視されていた。
しかし、2020年代に入ると、大規模言語モデル（LLM）を活用した生成AIや対話型AIが台頭した。代表的な例としては、OpenAI の ChatGPT、Google の Gemini、Microsoft の Bing Chat などが挙げられる。これらのシステムは膨大なデータを基に高度な自然言語処理と推論を行い、ユーザーの質問に直接答えたり内容を要約する手法を採用する。たとえば「〇〇のおすすめは？」と問うだけで、従来の検索結果画面のように多数のリンクを提示するのではなく、厳選された数社や数件の情報だけを瞬時に表示する場合が多い。
このように、AIが必要と判断した一部の情報のみを提示する仕組みが普及すると、情報発信者が従来のSEO手法だけで十分に検索結果へ露出できなくなる可能性が高まる。そのため、コンテンツを生成AIや対話型AIに正しく理解・評価してもらい、ユーザーへの回答候補として優先的に取り上げられるようにする「AIO（AI最適化）」が新たな最適化手法として注目されている。AIOは、検索エンジン向けの対策にとどまらず、AIモデルの文脈理解や回答生成プロセスを考慮しながら、ユーザーニーズに即した質の高い情報を提供することを重視する。

## 特徴
AIOはSEOと異なり、AIに対する「理解しやすさ」や「文脈適合性」、「信頼性」などが重視される。単純なキーワードの羅列やリンク構築ではなく、コンテンツ自体の品質、専門性、正確性、ブランド信頼度などが評価の中心となる。AIは文中の論理展開、専門用語の正確性、情報源の信頼性を把握し、これに基づきランキングや回答の提示を行う。

## 手法

### コンテンツ品質の向上
AIOにおいて、コンテンツは単なるテキスト量よりも、情報の正確性、独自性、専門性、ユーザーの求めるニーズとの整合性が重要となる。また、情報更新やメンテナンスを定期的に行い、最新の情報を保持することも評価に寄与する。

### 構造化データマークアップ
Schema.orgなどの構造化データを活用し、コンテンツの意味や属性を明示的に示すことで、AIはウェブページの内容をより正確に理解する。これにより、商品情報、場所、イベント、FAQなどが的確に読み取られ、適切なタイミングでユーザーに提示される可能性が高まる。

### ページ表示速度の最適化
ページ表示速度やモバイルフレンドリーなデザインは、ユーザー体験を左右し、ひいてはAIの評価にも影響する。高速な表示や安定したレイアウトは、ユーザー満足度を向上させ、AIが提案候補として取り上げる際の有利な要素となる。

### 外部要因（信頼性・ブランド構築）
信頼できる外部サイトからの被リンクや高評価のユーザーレビュー、SNSやプレスリリースなどによる知名度向上は、AIがその情報源を権威あるものと判断する一助となる。専門家の引用や公式機関との連携によって、信頼性（EEAT：Experience, Expertise, Authoritativeness, Trustworthiness）が高まり、AI上での表示優先度を向上させる要因となる。

## SEOとの違い
SEOは検索エンジンのテキストマッチングアルゴリズムに対応する施策が中心であったが、AIOはAIの自然言語理解や文脈把握、ユーザー意図への的確な応答を重視する。表面的なキーワード最適化だけでなく、情報の真正性や質、利用者が実際に求める解答を提供する能力が求められる点でSEOと異なる。

## 利点と課題

### 利点
- 競合が少ない段階で対策すれば、ユーザーへの露出が優位になる
- AIを介した高度な検索において、ブランド認知度や信頼性を高める
- 広告費用削減につながる長期的な集客基盤が形成できる

### 課題
- AIO分野は新しく、確立された手法が少なく、試行錯誤が必要
- 継続的な情報更新と品質管理が求められる
- AIアルゴリズムのアップデートへの柔軟な対応が不可欠[6]

## 活用例
AIOは多様な業界で活用できる。たとえば、飲食店や地域ビジネスは、AIがユーザーの現在地や嗜好を考慮した上で数件の店舗を厳選して提示する際に、AIO対策を行うことで上位表示されやすくなる。また、専門情報を扱う企業や教育機関は、構造化データや権威性の訴求によって、ユーザーに信頼される知識源としてAIに選ばれる可能性が高まる。

## 将来の展望
生成AI技術の進化に伴い、AIOの重要性は今後さらに高まる。ウェブ検索や情報参照の仕組みがより対話的・文脈的になる中、AIOは情報発信者にとって不可欠な戦略となる。将来的には、ユーザー体験を中心に据え、リアルタイムで情報を更新・最適化する柔軟なAIO手法が求められると考えられている。